# Caroline Baron
Caroline Baron (* 1961 in Brooklyn, New York) ist eine US-amerikanische Filmproduzentin und Gründerin der Organisation FilmAid. Sie war 2006 mit Capote für den Oscar in der Kategorie Bester Film nominiert.

## Leben
Sie wuchs zusammen mit ihren drei Geschwistern in Woodmere, Long Island auf. Ihr Vater war Direktor einer Grundschule und ihre Mutter Lehrerin. Sie studierte an der Brandeis University und machte 1983 ihren Abschluss in Englisch. Nach dem Studium arbeitet sie als Produktionsassistentin an dem Horrorfilm Atomic Hero, gefolgt von Spielfilmen wie Invasion U.S.A., 52 Pick-Up und Murphys Gesetz. Von 1988 bis 1989 war sie in der Fernsehserie als Wunderbare Jahre als ausführende Produzentin tätig. In den Folgejahren war sie als Co-Produzentin an Filmen wie Fast Food Family - Eine Familie zum Quietschen, Santa Clause – Eine schöne Bescherung und In Sachen Liebe beteiligt.
1999 gründete unter dem Eindruck von Berichten über geflohene Familien aus dem Kosovo die gemeinnützige Organisation FilmAid International. Die Organisation zeigt in Krisenregionen der ganzen Welt Filme über den Schutz vor HIV, Gefahren von Landminen, Frauenrechten und friedlichen Konfliktlösungen. Durch diese Tätigkeit reiste sie in Länder wie Kenia, Tansania, Guinea, Kosovo, Mazedonien, Afghanistan und Haiti.
2005 gründete sie gemeinsam mit ihrem Ehemann, dem Produzenten Anthony Weintraub die Produktionsfirma A-Line Pictures. 2006 war sie für Capote für den Oscar in der Kategorie Bester Film nominiert. 2008 erhielt sie von der Brandeis University den Alumni Achievement Award.

## Filmografie (Auswahl)
- 1984: Atomic Hero (The Toxic Avenger)
- 1985: Invasion U.S.A.
- 1986: 52 Pick-Up
- 1986: Murphys Gesetz (Murphy's Law)
- 1987: Harte Männer tanzen nicht (Tough Guys Don’t Dance)
- 1988: Shag – More Dancing (Shag)
- 1988–1989: Wunderbare Jahre (The Wonder Years, Fernsehserie, 20 Folgen)
- 1990: American Masters (Fernsehserie, 1 Folge)
- 1991: Fast Food Family (Don’t Tell Mom the Babysitter’s Dead)
- 1992: … und sie spielten mit dem Leben (Crossing the Bridge)
- 1992: Opposite Sex – Der kleine Unterschied (The Opposite Sex and How to Live with Them)
- 1993: Indian Summer – Eine wilde Woche unter Freunden (Indian Summer)
- 1994: Santa Clause – Eine schöne Bescherung (The Santa Clause)
- 1995: Familienfeste und andere Schwierigkeiten (Home for the Holidays)
- 1996: Kama Sutra – Die Kunst der Liebe (Kama Sutra: A Tale of Love)
- 1997: In Sachen Liebe (Addicted to Love)
- 1998: Witness to the Mob
- 1999: Makellos (Flawless)
- 2000: Center Stage
- 2001: Monsoon Wedding
- 2005: Capote
- 2012: Being Flynn
- 2013: Zugelassen – Gib der Liebe eine Chance (Admission)
- 2013: Fear of Falling
- 2018: Die Geiselnahme (Bel Canto)